# Schabemund-Buntbarsch
Der Schabemund-Buntbarsch (Labeotropheus fuelleborni) ist eine Buntbarschart, die im Felslitoral des ostafrikanischen Malawisees vorkommt. Die Art wurde zu Ehren des Tropenmediziners und Naturwissenschaftlers Friedrich Fülleborn benannt.

## Merkmale

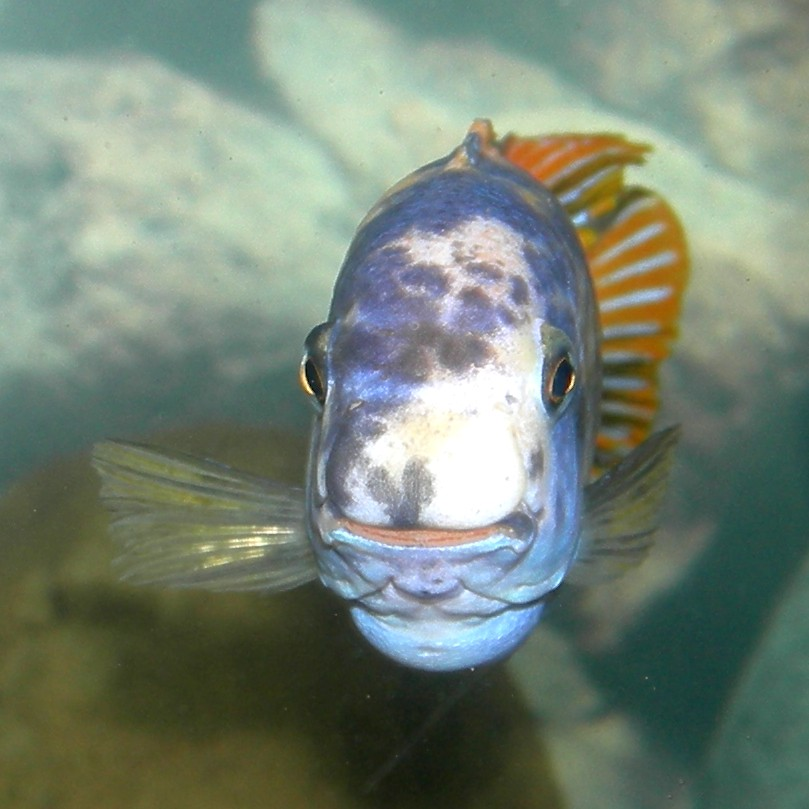
Die Frontalansicht zeigt das unterständige Maul

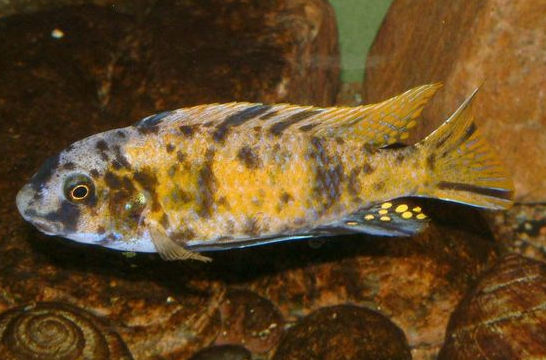
Weibchen der gescheckten Morphe

Der Schabemund-Buntbarsch wird in der Natur maximal 12 cm lang, im Aquarium kann er eine Länge von 15 cm erreichen. Die Art hat die typische gestreckte Gestalt eines Mbuna, unterscheidet sich von den meisten anderen Arten der Gruppe aber durch das unterständige Maul. Farblich ist der Schabemund-Buntbarsch sehr variabel. Bei der häufigste Morphe zeigen die Männchen eine tiefblaue Grundfärbung und 8 bis 12 senkrechte, dunklere Bänder auf den Körperseiten, die Weibchen sind graublau. Eine weitere Morphe ist dunkel gescheckt, die Männchen mit blauer Grundfärbung, bei den Weibchen ist sie elfenbeinfarben oder gelblichorange. Bei Likoma treten einfarbig hellblaue Tiere auf. Weiterhin gibt es hellblaue Exemplare, die einen orangefarbenen Fleck auf den Körperseiten haben (bei den Mbenji-Inseln), völlig orangefarbene oder welche mit orangefarbenen hinteren Bereichen von Rücken- und Afterflosse (bei Cape MacLear). Bei Chipoka besitzen die Männchen eine vollständig orangefarbene Rückenflosse. Die meisten Tiere zeigen ein dunkles Band zwischen den Augen und ein weiteres zwischen den Nasenöffnungen.
- Flossenformel: Dorsale XVII–XVIII/7–10, Anale III/6–9.
- Schuppenformel: mLR 30–33, SL 20–21/10–13.

## Lebensweise

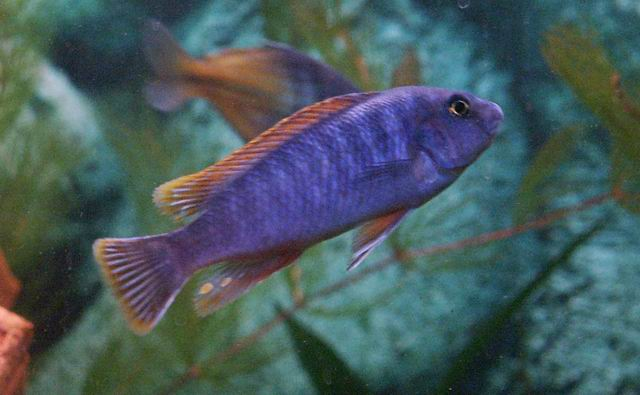
Männchen einer blauen Morphe mit roten Flossen

Der Schabemund-Buntbarsch lebt im Felslitoral fast des gesamten Malawisees, lediglich im Nordosten an der tansanischen Küste scheint er zu fehlen. Er ernährt sich von Aufwuchs und frisst üblicherweise allein oder in kleinen Gruppen. Manchmal bilden sich aber auch Fressschulen von mehreren hundert Tieren, die in die Reviere anderer Mbuna eindringen und den Aufwuchs abraspeln. Im Unterschied zu anderen Mbuna muss der Schabemund-Buntbarsch sich beim Fressen nicht senkrecht stellen, sondern kann dank seines unterständigen Schabemauls in „normaler“, also waagerechter Körperhaltung fressen. Neben Algen frisst er auch Würmer, Krebstiere, Insekten und totes Pflanzenmaterial. Schabemund-Buntbarsche sind revierbildend und untereinander aggressiv. Wie fast alle Malawiseebuntbarsche ist der Schabemund-Buntbarsch ein Maulbrüter.